# Rinaldo Brancaccio
Rinaldo Brancaccio (ou Rainaldo), né  à Naples, en Campanie, et mort à Rome le 27 mars 1427, est un cardinal italien du XIVe siècle et du XVe siècle, issu de l'illustre famille Brancaccio. 
D'autres cardinaux de la famille sont Landolfo Brancaccio (1294), Niccolò Brancaccio, pseudo-cardinal de Clement VII (1378), Ludovico Bonito (1408), Tommaso Brancaccio (1411), Francesco Maria Brancaccio (1633) et Stefano Brancaccio (1681).

## Biographie
Rinaldo Brancaccio est protonotaire apostolique.
Le pape Urbain VI le crée cardinal au consistoire du 17 décembre 1384. Le cardinal Brancaccio  participe  au conclave de 1389, à l'issue duquel Boniface IX est élu, au conclave de  1404 (élection de Boniface IX), au conclave de 1404 (élection d'Innocent VII), au conclave de 1406 (élection de Grégoire XII), au conclave de  1409 (élection de l'antipape Alexandre V), au conclave de 1410 avec l'élection de l'antipape Jean XXIII, qu'il couronne à Bologne, et au conclave de 1417 (élection de Martin V. Rinaldo Brancaccio est légat apostolique en Campagne et Maritime et à Naples.
Rinaldo Brancacio est administrateur apostolique de l'archidiocèse de Palerme en 1410-1414 et administrateur de l'archidiocèse de Tarente en 1412-1420. En 1412, il est nommé archiprêtre de la basilique Saint-Libère. À partir de 1418, il est administrateur d'Aversa.
Il est enterré en l'église Sant'Angelo a Nilo de Naples, nécropole de la famille Brancaccio, dans un somptueux monument funéraire, œuvre de Donatello et de Michelozzo.

## Voir aussi

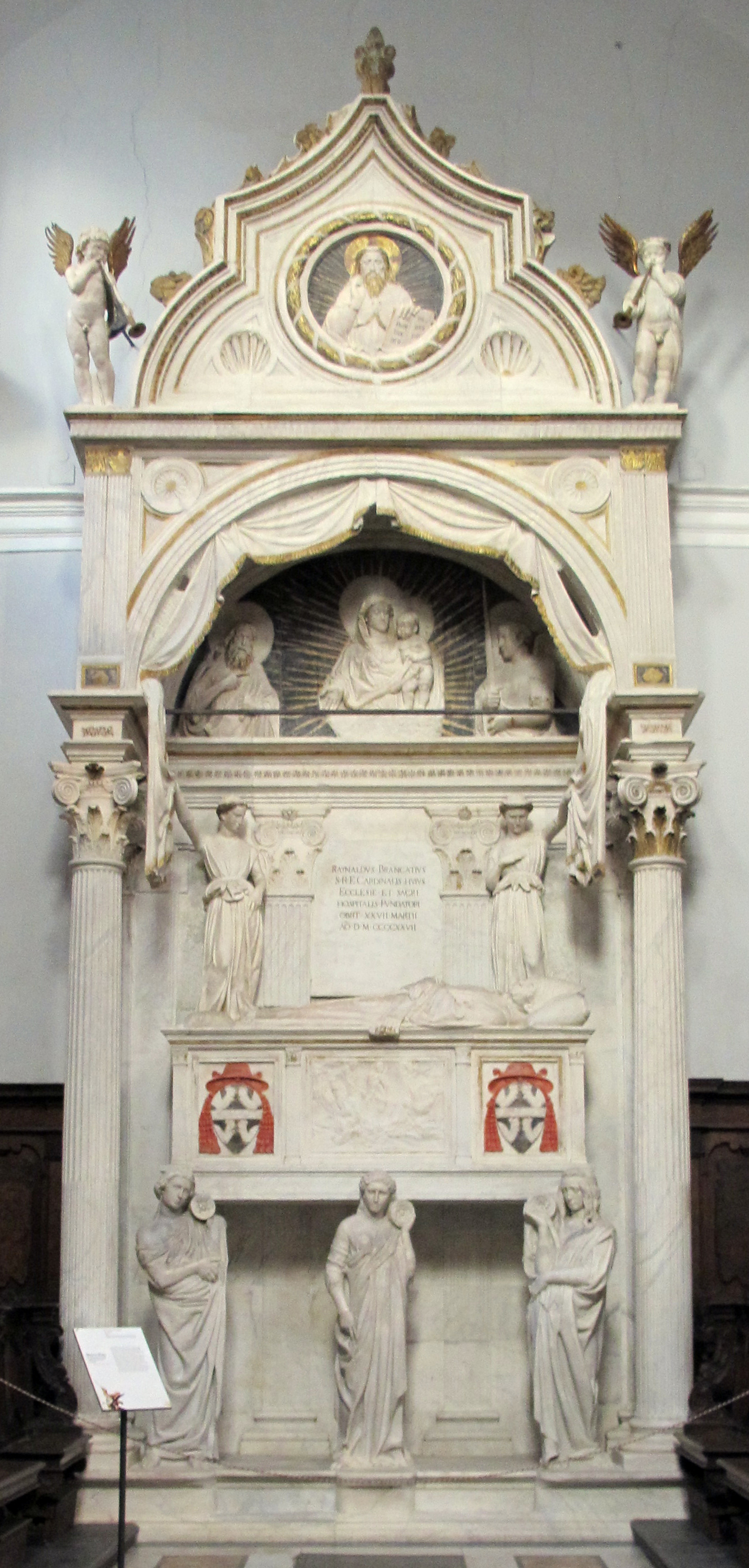
Monument funéraire du cardinal Rinaldo Brancaccio.